# Квінбіан
Квінбіан (англ. Queanbeyan) — місто на південному сході штату Новий Південний Уельс, розташований поряд з Австралійською столичною територією в районі Південних Тейбл-лендс. Розміщене на річці Квінбіан, місце розташування регіональної ради Квінбіан-Палеранг. За даними перепису 2016 року в місті проживало 36 348 чоловік.
Економіка Квінбіана базується на легкому будівництві, мануфактурному виробництві, сфері послуг, роздрібній торгівлі та сільському господарстві. Столиця Австралії Канберра розташована всього за 15 кілометрів на захід від міста, тому Квінбіан у якійсь мірі став містом-пригородом столиці.